# Cerapachys versicolor
Cerapachys versicolor är en myrart som först beskrevs av Horace Donisthorpe 1948.  Cerapachys versicolor ingår i släktet Cerapachys och familjen myror. Inga underarter finns listade i Catalogue of Life.